# Nesobasis pedata
Nesobasis pedata – gatunek ważki z rodziny łątkowatych (Coenagrionidae). Endemit wyspy Viti Levu należącej do Fidżi. Opisał go T.W. Donnelly w 1990 roku w oparciu o dwa okazy samców odłowione w styczniu 1987 (holotyp) i lipcu 1972 roku (paratyp) na dwóch różnych stanowiskach.